# Mihály lengyel király
Wiśniowiecki Mihály (lengyelül Michał Korybut Wiśniowiecki, oroszul Михаил Корибут Вишневецкий), (Wiśniowiec, 1640. július 31. – Lwów, 1673. november 10.) Lengyelország királya és Litvánia nagyfejedelme 1669–1673 között. Uralkodásának időszaka a Habsburg-párti és a franciabarát frakciók küzdelmének jegyében telt.

## Élete
Jeremi Wiśniowiecki (ukrán nyelven Вишневецький Ярема) rutén herceg és vajda, valamint Gryzelda Zamojska fiaként született. Mint II. Ulászló lengyel király öccsének leszármazottját – egyhangúlag – választotta királlyá a lengyel nemesség. De ez főleg édesapja érdeme volt: a nagy hatalmú mágnás megzabolázta ugyan a kozákokat, viszont engedelmes eszköznek bizonyult a Habsburgok kezében. A franciákkal szimpatizáló urak ezért Sobieski János mellé sorakoztak föl. A két tábor közti viszály miatt Lengyelország vereséget szenvedett az egyesített kozák és török csapatoktól. A háború első szakaszát lezáró 1672-es buczaczi béke értelmében Lengyel–Ukrajna török fennhatóság alá került. A szégyenfoltot a lengyeleknek csak 1673-ban, Sobieskinek a Chocimnál aratott fényes győzelmével sikerült lemosniuk. Sobieski éppen ennek a diadalnak köszönhette, hogy Mihály korai halála után – az osztrák jelölt ellenében – őt koronázták Lengyelország királyává III. János néven.

## Családja
Mihály felesége Habsburg Eleonóra főhercegnő volt, III. Ferdinánd német-római császár, magyar és cseh király leánya.

## Családfa
| Michał Wiśniowiecki sz. XVI sz. † 1616. | Michał Wiśniowiecki sz. XVI sz. † 1616. |                                                 |                                                 | Regina Mohyła sz. kb. 1588. † 1619. | Regina Mohyła sz. kb. 1588. † 1619. |  |  | Tomasz Zamoyski sz. 1594. † 1638. I. 7. | Tomasz Zamoyski sz. 1594. † 1638. I. 7. |                                             |                                             | Katarzyna Ostrogska sz. 1602. † 1642. | Katarzyna Ostrogska sz. 1602. † 1642. |
|                                         |                                         |                                                 |                                                 |                                     |                                     |  |  |                                         |                                         |                                             |                                             |                                       |                                       |
|                                         |                                         |                                                 |                                                 |                                     |                                     |  |  |                                         |                                         |                                             |                                             |                                       |                                       |
|                                         |                                         | Jeremi Wiśniowiecki sz. 1612. † 1651. VIII. 20. | Jeremi Wiśniowiecki sz. 1612. † 1651. VIII. 20. |                                     |                                     |  |  |                                         |                                         | Gryzelda Zamoyska sz. 1623. † 1672. IV. 17. | Gryzelda Zamoyska sz. 1623. † 1672. IV. 17. |                                       |                                       |
|                                         |                                         |                                                 |                                                 |                                     |                                     |  |  |                                         |                                         |                                             |                                             |                                       |                                       |
|                                         |                                         |                                                 |                                                 |                                     |                                     |  |  |                                         |                                         |                                             |                                             |                                       |                                       |
|                                         |                                         |                                                 |                                                 |                                     |                                     |  |  |                                         |                                         |                                             |                                             |                                       |                                       |

|                                            |  | Habsburg Eleonóra sz. 1653. V. 31. † 1697. XII. 17. OO 1670. II. 27. | Habsburg Eleonóra sz. 1653. V. 31. † 1697. XII. 17. OO 1670. II. 27. | Wiśniowiecki Mihály sz. 1640. VII. 31. † 1673. XI. 10. | Wiśniowiecki Mihály sz. 1640. VII. 31. † 1673. XI. 10. |  |  |  |  |
|                                            |  |                                                                      |                                                                      |                                                        |                                                        |  |  |  |  |
|                                            |  |                                                                      |                                                                      |                                                        |                                                        |  |  |  |  |
| NN (fiú) sz. 1670. XI. 29. † 1670. XI. 29. |  |                                                                      |                                                                      |                                                        |                                                        |  |  |  |  |